# Fortezza di San Paolo del Monte
La fortezza di San Paolo del Monte (in Portoghese: Fortaleza de São Paulo do Monte), o più comunemente conosciuta come Fortaleza do Monte, è un monumento storico demilitarizzato situato a Macao e incluso nel centro storico di Macao, inserito nella lista del patrimonio dell'umanità dall'UNESCO.

## Storia
Il forte è situato su un complesso di poco più vecchio, una costruzione eretta nel 1606 dai gesuiti con lo scopo di difendere il monte di San Paolo. In seguito, tra il 1617 e il 1626, in una posizione dominante al culmine della collina, fu costruita l'attuale fortezza, parte di un vasto complesso che includeva il collegio di San Paolo e la cattedrale della Mater Dei. Il complesso, chiamato l'Acropoli, e fu per lungo tempo la principale difesa militare della città, decisivo durante il tentativo di invasione olandese del 1622.

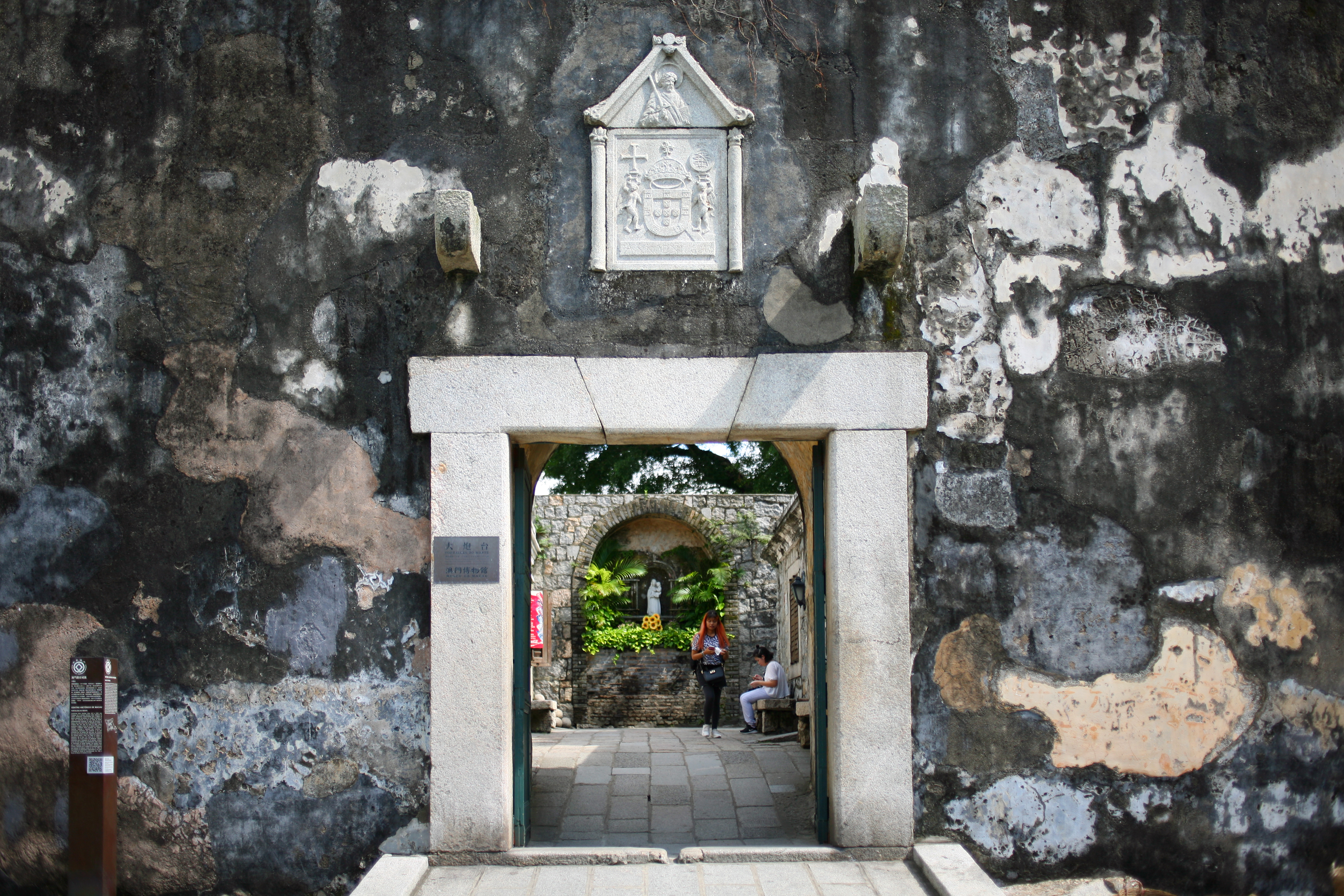
L'ingresso della fortezza

Dal 1623 (anno dell'arrivo del primo governatore di Macao, Francisco Mascarenhas) al 1746, la fortezza divenne la residenza personale del governatore, nonché importante centro politico e militare di Macao. A partire dal 1746, anno in cui la residenza del governatore venne trasferita al palazzo del Governatore situato sulla baia di Praia Grande, la struttura venne abbandonata.
Nel settembre del 1808 fu occupata, insieme alla fortezza di Guia, dalle truppe della forza di spedizione al comando del retroammiraglio William O'Bryen Drury, comandante in capo della forza navale britannica nelle acque asiatiche, con il pretesto di difendere la colonia portoghese dalla possibile avanzata delle truppe napoleoniche. Il contingente inglese fu fatto sgomberare da Macao verso la fine dello stesso anno, per via dell'assembramento di circa 80.000 uomini dell'esercito cinese alle porte della città.
Nel 1835 un incendio distrusse il collegio e parzialmente la chiesa di San Paolo, la cui facciata superstite è oggi un emblema di Macao, causando danni irreparabili agli edifici della fortezza che non vennero più ricostruiti. Decenni più tardi la fortezza fu trasformata in parco pubblico sfruttando la rigogliosa vegetazione che aveva ricoperto i ruderi e i terreni circostanti le strutture militari. Oggi è un luogo molto frequentato da locali e turisti per via della vista panoramica su Macao.
L'unico edificio della fortezza che si salvò dal disastroso incendio fu un'ala del Dipartimento meteorologico. In questo edificio, dotato di due piani sotterranei, nel 1998 venne aperto il Museo di Macao che ha come scopo principale quello di raccogliere le storie e la cultura locale.

## Caratteristiche
La pianta dell'edificio è a forma quadrangolare, con dei bastioni ai vertici, situata a 52 metri sul livello del mare. Le mura hanno un'altezza di 9 metri e uno spessore di 2,7 metri, costruite con una miscela di terra e malta di calce (costituita da conchiglie frantumate. Le mura che danno sul terrapieno non presentano merlature, indicando che la fortezza fu eretta per la difesa contro gli attacchi provenienti dal mare. La superficie totale ammonta a 8.000 metri quadrati.
Pienamente operativa, la fortezza era equipaggiata da una batteria di 32 cannoni (utilizzati agli scopi di difesa solo una volta, nel 1622), caserme, dei pozzi, dei magazzini e un arsenale per le munizioni che avrebbe permesso alla guarnigione di resistere fino ad un assedio di due anni. Tra il 1966 e il 1996 trovò spazio anche un osservatorio meteorologico del Dipartimento meteorologico di Macao.